# Rally van Griekenland 1999
De Rally van Griekenland 1999, formeel 46th Acropolis Rally, was de 46e editie van de Rally van Griekenland en de achtste ronde van het wereldkampioenschap rally in 1999. Het was de 314e rally in het wereldkampioenschap rally die georganiseerd wordt door de Fédération Internationale de l'Automobile (FIA). De start was in Athene en de finish vond plaats in Agioi Theodoroi.

## Verslag
Richard Burns wierp het bitterzoete resultaat in Argentinië van zich af en greep op het Griekse onverhard met overtuiging naar zijn eerste overwinning van het seizoen toe. Burns dwong een deel van zijn zege af door de juiste tactische manoeuvres aangaande zijn startpositie na de etappes, om zo de weg niet schoon te hoeven vegen voor de rest. Carlos Sainz eindigde op ruim een minuut als tweede, terwijl Tommi Mäkinen met een derde plaats in het kampioenschap nu loskwam van Didier Auriol, wiens consistente optreden dit keer werd onderbroken met een gedwongen opgave op de openingsdag van de rally. 

## Programma
| Etappe | Datum                         | Klassementsproeven | Competitieve afstand |
| ------ | ----------------------------- | ------------------ | -------------------- |
| 1      | Donderdag 6 en vrijdag 7 juni | 8                  | 119,55 kilometer     |
| 2      | Zaterdag 8 juni               | 8                  | 166,51 kilometer     |
| 3      | Zondag 9 juni                 | 5                  | 90,00 kilometer      |
|        |                               |                    |                      |
| Totaal | Totaal                        | 21                 | 376,06 kilometer     |

## Resultaten
| Algemene top tien | Algemene top tien | Algemene top tien    | Algemene top tien             | Algemene top tien | Algemene top tien | Algemene top tien | Algemene top tien |
| Pos.              | #                 | Rijder               | Auto                          | Gr/kl             | Tijd              | Eerste            | Punten            |
| Pos.              | #                 | Navigator            | Inschrijving                  | C                 | Straftijd         | Vorige            | Punten            |
| ----------------- | ----------------- | -------------------- | ----------------------------- | ----------------- | ----------------- | ----------------- | ----------------- |
| 1.                | 5                 | Richard Burns        | Subaru Impreza S5 WRC 99      | A8                | 4:21:21,2         | 0:00              | 10                |
| 1.                | 5                 | Robert Reid          | Subaru World Rally Team       | C                 | 0:30              | =                 | 10                |
| 2.                | 3                 | Carlos Sainz         | Toyota Corolla WRC            | A8                | 4:22:22,5         | + 1:01,3          | 6                 |
| 2.                | 3                 | Luís Moya            | Toyota Castrol Team           | C                 |                   | + 1:01,3          | 6                 |
| 3.                | 1                 | Tommi Mäkinen        | Mitsubishi Lancer Evo VI      | A8                | 4:25:01,2         | + 3:40,0          | 4                 |
| 3.                | 1                 | Risto Mannisenmäki   | Marlboro Mitsubishi Ralliart  | C                 | 1:00              | + 2:38,7          | 4                 |
| 4.                | 2                 | Freddy Loix          | Mitsubishi Carisma GT Evo VI  | A8                | 4:25:33,6         | + 4:12,4          | 3                 |
| 4.                | 2                 | Sven Smeets          | Marlboro Mitsubishi Ralliart  | C                 |                   | + 32,4            | 3                 |
| 5.                | 23                | Markko Märtin        | Toyota Corolla WRC            | A8                | 4:30:02,7         | + 8:41,5          | 2                 |
| 5.                | 23                | Toomas Kitsing       | Markko Märtin                 | A8                |                   | + 4:29,1          | 2                 |
| 6.                | 16                | Kyrkos Leonídas      | Ford Escort WRC               | A8                | 4:35:17,7         | + 13:56,5         | 1                 |
| 6.                | 16                | Ioánnis Stavropolous | Kyrkos Leonídas               | A8                |                   | + 5:15,0          | 1                 |
| 7.                | 22                | Luís Climent         | Subaru Impreza 555            | A8                | 4:35:25,1         | + 14:03,9         |                   |
| 7.                | 22                | Álex Romaní          | Valencia Terra y Mar          | A8                |                   | + 7,4             |                   |
| 8.                | 21                | Abdullah Bakhashab   | Toyota Corolla WRC            | A8                | 4:36:18,5         | + 14:57,3         |                   |
| 8.                | 21                | Michael Park         | Toyota Team Saudi Arabia      | A8                |                   | + 53,4            |                   |
| 9.                | 25                | Toshi Arai           | Subaru Impreza S4 WRC 98      | A8                | 4:37:05,6         | + 15:44,4         |                   |
| 9.                | 25                | Roger Freeman        | Subaru Allstars Endless Sport | A8                | 0:50              | + 47,1            |                   |
| 10.               | 24                | Frédéric Dor         | Subaru Impreza S4 WRC 98      | A8                | 4:39:16,4         | + 17:55,2         |                   |
| 10.               | 24                | Didier Breton        | F. Dor Rally Team             | A8                |                   | + 2:10,8          |                   |
| DNF top tien      |                   |                      |                               |                   |                   |                   |                   |
| Pos.              | #                 | Rijder               | Auto                          | Gr/kl             | KP                | Reden             | Reden             |
| Pos.              | #                 | Navigator            | Inschrijving                  | C                 | KP                | Reden             | Reden             |
| DNF               | 4                 | Didier Auriol        | Toyota Corolla WRC            | A8                | 6                 | Wielophanging     | Wielophanging     |
| DNF               | 4                 | Denis Giraudet       | Toyota Castrol Team           | C                 | 6                 | Wielophanging     | Wielophanging     |
| DNF               | 6                 | Juha Kankkunen       | Subaru Impreza S5 WRC 99      | A8                | 12                | Wielophanging     | Wielophanging     |
| DNF               | 6                 | Juha Repo            | Subaru World Rally Team       | C                 | 12                | Wielophanging     | Wielophanging     |
| DNF               | 7                 | Colin McRae          | Ford Focus WRC                | A8                | 16                | Versnellingsbak   | Versnellingsbak   |
| DNF               | 7                 | Nicky Grist          | Ford Motor Co Ltd.            | C                 | 16                | Versnellingsbak   | Versnellingsbak   |
| DNF               | 8                 | Thomas Rådström      | Ford Focus WRC                | A8                | 6                 | Motor             | Motor             |
| DNF               | 8                 | Fred Gallagher       | Ford Motor Co Ltd.            | C                 | 6                 | Motor             | Motor             |
| DNF               | 9                 | Harri Rovanperä      | Seat Córdoba WRC              | A8                | 8                 | Ongeluk           | Ongeluk           |
| DNF               | 9                 | Risto Pietiläinen    | Seat Sport                    | C                 | 8                 | Ongeluk           | Ongeluk           |
| DNF               | 10                | Piero Liatti         | Seat Córdoba WRC              | A8                | 16                | Ongeluk           | Ongeluk           |
| DNF               | 10                | Carlo Cassina        | Seat Sport                    | C                 | 16                | Ongeluk           | Ongeluk           |
| DNF               | 14                | François Delecour    | Peugeot 206 WRC               | A8                | 19                | Mechanisch        | Mechanisch        |
| DNF               | 14                | Daniel Grataloup     | Peugeot Esso                  | C                 | 19                | Mechanisch        | Mechanisch        |
| DNF               | 15                | Marcus Grönholm      | Peugeot 206 WRC               | A8                | 2                 | Koppeling         | Koppeling         |
| DNF               | 15                | Timo Rautiainen      | Peugeot Esso                  | C                 | 2                 | Koppeling         | Koppeling         |
| DNF               | 17                | Matthias Kahle       | Toyota Corolla WRC            | A8                | 6                 | Wielophanging     | Wielophanging     |
| DNF               | 17                | Dieter Schneppenheim | Toyota Castrol Deutschland    | A8                | 6                 | Wielophanging     | Wielophanging     |
| DNF               | 18                | Aris Vovos           | Toyota Corolla WRC            | A8                | 12                | Uitlaat           | Uitlaat           |
| DNF               | 18                | Ioánnis Alvanos      | Toyota Hellas                 | A8                | 12                | Uitlaat           | Uitlaat           |

| 2-liter top drie | 2-liter top drie             | 2-liter top drie |
| Pos.             | Rijder / constructeur        | Pnt.             |
| ---------------- | ---------------------------- | ---------------- |
| 1                | Kenneth Eriksson / Hyundai   | 10               |
| 2                | Kris Princen / Renault       | 6                |
| 3                | Dimitris Nassoulas / Hyundai | 4 (3)            |
| PWRC top drie    |                              |                  |
| Pos.             | Rijder                       | Pnt.             |
| 1                | Hamed Al-Wahaibi             | 10               |
| 2                | Ramón Ferreyros              | 6                |
| 3                | Gaby Goudezeune              | 4                |

## Statistieken

#### Klassementsproeven
| Etappe | Datum | KP | Starttijd | Naam                      | Lengte   | Snelste rijder    | Tijd    | Gem. snelheid | Rallyleider     |
| ------ | ----- | -- | --------- | ------------------------- | -------- | ----------------- | ------- | ------------- | --------------- |
| 1      | 6 jun | 1  | 12:59     | Marlboro Super Stage      | 2,40 km  | Marcus Grönholm   | 2:15,6  | 63,72 km/u    | Marcus Grönholm |
| 1      | 7 jun | 2  | 8:31      | Agii Theodori 1           | 26,25 km | Colin McRae       | 20:38,0 | 76,33 km/u    | Colin McRae     |
| 1      | 7 jun | 3  | 9:44      | Marlboro Pateras 1        | 7,46 km  | Richard Burns     | 4:10,1  | 107,38 km/u   | Thomas Rådström |
| 1      | 7 jun | 4  | 11:11     | Telestet Skourta 1        | 20,69 km | Richard Burns     | 10:31,0 | 118,04 km/u   | Juha Kankkunen  |
| 1      | 7 jun | 5  | 11:49     | Klidi 1                   | 15,48 km | Richard Burns     | 10:14,4 | 90,70 km/u    | Richard Burns   |
| 1      | 7 jun | 6  | 12:22     | Eurobank Thiva 1          | 20,12 km | Richard Burns     | 16:10,0 | 74,67 km/u    | Richard Burns   |
| 1      | 7 jun | 7  | 14:34     | Kitheronas 1              | 10,77 km | Juha Kankkunen    | 6:31,4  | 99,06 km/u    | Richard Burns   |
| 1      | 7 jun | 8  | 15:32     | Kineta 1                  | 16,38 km | François Delecour | 8:38,6  | 113,71 km/u   | Richard Burns   |
|        |       |    |           |                           |          |                   |         |               | Richard Burns   |
| 2      | 8 jun | 9  | 9:07      | Bauxites - Karoutes       | 28,85 km | Richard Burns     | 18:00,3 | 96,14 km/u    | Richard Burns   |
| 2      | 8 jun | 10 | 10:20     | Telestet Stromi - Inohori | 22,89 km | Richard Burns     | 18:27,5 | 74,41 km/u    | Richard Burns   |
| 2      | 8 jun | 11 | 11:50     | Eurobank Drimea           | 25,59 km | Tommi Mäkinen     | 17:26,5 | 87,00 km/u    | Tommi Mäkinen   |
| 2      | 8 jun | 12 | 12:53     | Pavliani                  | 25,06 km | Richard Burns     | 20:59,4 | 71,63 km/u    | Richard Burns   |
| 2      | 8 jun | 13 | 14:35     | Marlboro Gravia           | 25,58 km | Richard Burns     | 18:18,6 | 83,82 km/u    | Richard Burns   |
| 2      | 8 jun | 14 | 15:56     | Livadia                   | 11,69 km | Tommi Mäkinen     | 9:36,0  | 73,06 km/u    | Richard Burns   |
| 2      | 8 jun | 15 | 17:56     | Kitheronas 2              | 10,77 km | Tommi Mäkinen     | 6:30,1  | 71,63 km/u    | Richard Burns   |
| 2      | 8 jun | 16 | 18:54     | Kineta 2                  | 16,38 km | Richard Burns     | 8:36,0  | 114,28 km/u   | Richard Burns   |
|        |       |    |           |                           |          |                   |         |               | Richard Burns   |
| 3      | 9 jun | 17 | 9:31      | Agii Theodori 2           | 26,25 km | Richard Burns     | 20:48,2 | 75,71 km/u    | Richard Burns   |
| 3      | 9 jun | 18 | 10:44     | Marlboro Pateras 2        | 7,46 km  | Richard Burns     | 4:22,0  | 102,50 km/u   | Richard Burns   |
| 3      | 9 jun | 19 | 12:11     | Telestat Skourta 2        | 20,69 km | Richard Burns     | 10:54,9 | 113,73 km/u   | Richard Burns   |
| 3      | 9 jun | 20 | 12:49     | Klidi 2                   | 15,48 km | Tommi Mäkinen     | 10:21,8 | 113,73 km/u   | Richard Burns   |
| 3      | 9 jun | 21 | 13:22     | Telestat Skourta 2        | 20,12 km | Tommi Mäkinen     | 16:21,2 | 73,82 km/u    | Richard Burns   |

| KP overwinningen  | KP overwinningen |
| Rijder            | Aantal           |
| ----------------- | ---------------- |
| Richard Burns     | 12               |
| Tommi Mäkinen     | 5                |
| Juha Kankkunen    | 1                |
| François Delecour | 1                |
| Marcus Grönholm   | 1                |
| Colin McRae       | 1                |

## Kampioenschap standen

#### Rijders
|   | Pos. | Rijder        | Pnt. |
| - | ---- | ------------- | ---- |
| = | 1    | Tommi Mäkinen | 36   |
| = | 2    | Didier Auriol | 32   |
| 1 | 3    | Carlos Sainz  | 29   |
| 1 | 4    | Colin McRae   | 23   |
| 2 | 5    | Richard Burns | 23   |

#### Constructeurs
|   | Pos. | Constructeur                 | Pnt. |
| - | ---- | ---------------------------- | ---- |
| = | 1    | Toyota Castrol Team          | 73   |
| = | 2    | Marlboro Mitsubishi Ralliart | 48   |
| = | 3    | Subaru World Rally Team      | 46   |
| = | 4    | Ford Motor Co Ltd.           | 35   |
| = | 5    | Seat Sport                   | 8    |

- Noot: Enkel de top 5-posities worden in beide standen weergegeven.